# Heliotropium indicum
Espèce

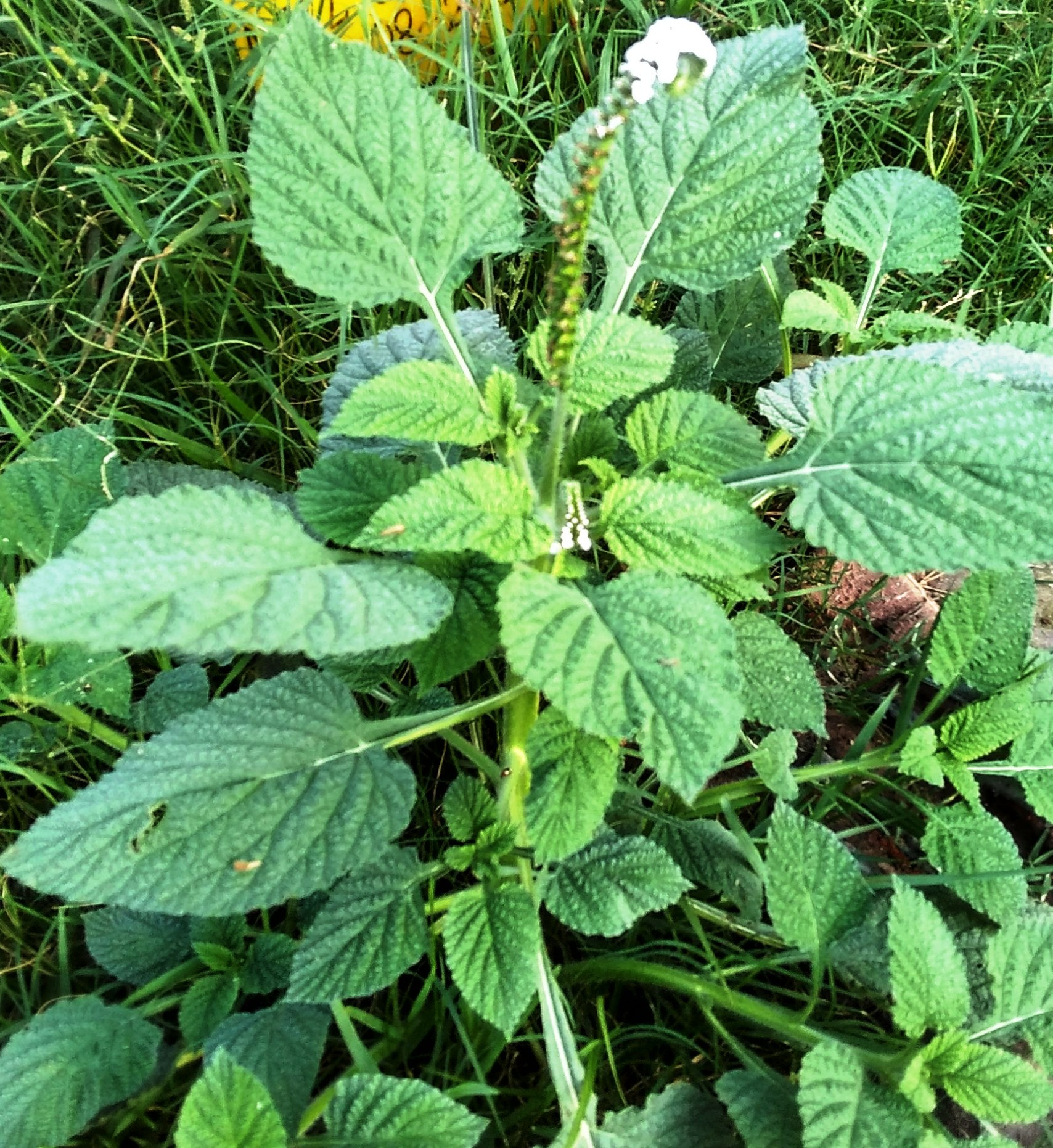
Heliotropium indicum

Heliotropium indicum est une espèce de plantes annuelles de la famille des Boraginaceae.

## Synonymes
- Eliopia riparia Raf
- Eliopia serrata Raf
- Heliophytum indicum (L.) DC.
- Heliotropium cordifolium Moench
- Heliotropium foetidum Salisb.
- Heliotropium horminifolium Mill.
- Tiaridium indicum (L.) Lehm.

## Description
- Plante annuelle de 15 à 20 centimètres de haut, au port ramifié,

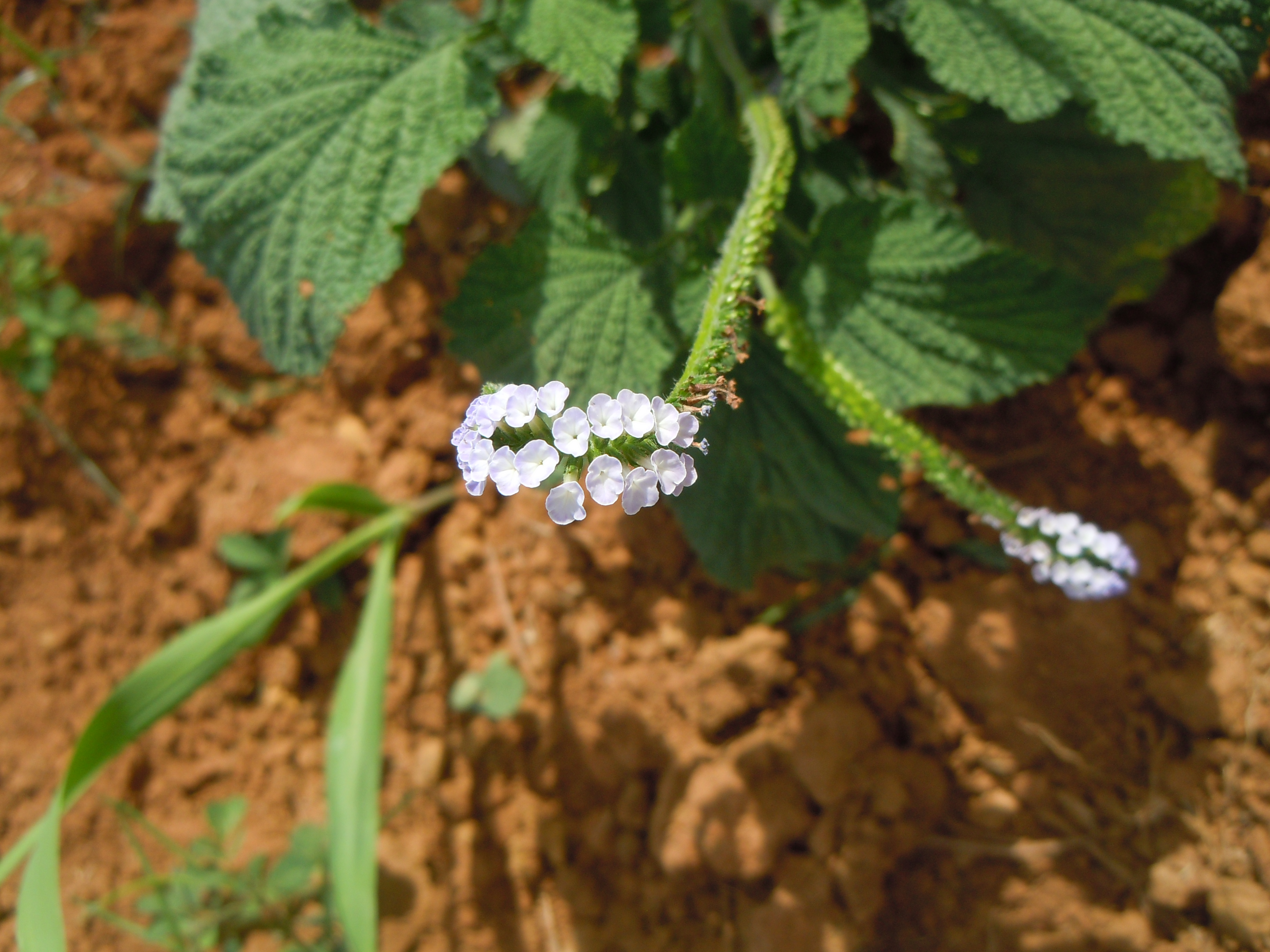
Infloresence

- Feuilles oblongues

## Répartition
Heliotropium indicum est originaire d'Asie du Sud -Est.
Elle a été introduite dans toutes les zones tropicales et est considérée comme invasive dans plusieurs pays. 